# Statue de la Sainte-Trinité à Bajmok
La statue de la Sainte-Trinité à Bajmok (en serbe cyrillique : Скулптура Свето Тројство у Бајмоку ; en serbe latin : Skulptura Sveto Trojstvo u Bajmoku) est située à Bajmok, dans la province de Voïvodine, sur le territoire de la ville de Subotica et dans le district de Bačka septentrionale, en Serbie. Elle est inscrite sur la liste des monuments culturels protégés de la république de Serbie (identifiant no SK 1842).

## Présentation
La Sainte-Trinité est le premier monument public de Bajmok ; la statue a été érigée en 1878 à l'initiative de la famille Wolf et, jusque dans les années 1940, elle se dressait en face de l'église catholique Saint-Pierre-et-Saint-Paul de la localité. Elle fait partie d'une série d'œuvres en grès produites par un célèbre atelier de Budapest dans un style de transition entre le style néo-baroque et le style néo-classique.
La statue est constituée de trois niveaux : le premier sert de support à un texte, le second comporte quatre sculptures représentant l'Immaculée Conception, saint Paul, saint Pierre et saint Jean-Baptiste et réparties autour d'une colonne carrée ; au troisième niveau sont représentés le Père, le Fils et le Saint-Esprit.